# Saturn Award per il miglior film di animazione
Il Saturn Award per il miglior film di animazione (Best Animated Film) è un premio assegnato annualmente nel corso dei Saturn Awards dal 2003 ad oggi.

## Vincitori e candidati
I vincitori sono indicati in grassetto.

### Anni 2000
- 2003
  - La città incantata (千と千尋の神隠し), regia di Hayao Miyazaki
  - L'era glaciale (Ice Age), regia di Chris Wedge
  - Lilo & Stitch, regia di Dean DeBlois e Chris Sanders
  - Il pianeta del tesoro (Treasure Planet), regia di Ron Clements e John Musker
- 2004
  - Alla ricerca di Nemo (Finding Nemo), regia di Andrew Stanton
  - Koda, fratello orso (Brother Bear), regia di Aaron Blaise e Robert Walker
  - Looney Tunes: Back in Action, regia di Joe Dante
  - Sinbad - La leggenda dei sette mari (Sinbad: Legend of the Seven Seas), regia di Patrick Gilmore e Tim Johnson
  - Il libro della giungla 2 (The Jungle Book 2), regia di Steve Trenbirth
  - I Rugrats nella giungla (Rugrats Go Wild), regia di Norton Virgien e John Eng
- 2005
  - Gli Incredibili - Una "normale" famiglia di supereroi (The Incredibles), regia di Brad Bird
  - Shrek 2, regia di Andrew Adamson, Kelly Asbury e Conrad Vernon
  - Shark Tale, regia di Bibo Bergeron, Vicky Jenson e Rob Letterman
  - SpongeBob - Il Film (The SpongeBob SquarePants Movie), regia di Stephen Hillenburg
  - Mucche alla riscossa (Home on the Range), regia di Will Finn e John Sanford
  - Polar Express (The Polar Express), regia di Robert Zemeckis
- 2006
  - La sposa cadavere (Corpse Bride), regia di Tim Burton e Mike Johnson
  - Il castello errante di Howl (ハウルの動く城), regia di Hayao Miyazaki
  - Madagascar, regia di Eric Darnell e Tom McGrath
  - Chicken Little - Amici per le penne (Chicken Little), regia di Mark Dindal
  - Cappuccetto Rosso e gli insoliti sospetti (Hoodwinked!), regia di Cory Edwards
  - Wallace & Gromit: La maledizione del coniglio mannaro (Wallace & Gromit: The Curse of the Were-Rabbit), regia di Nick Park e Steve Box
- 2007
  - Cars - Motori ruggenti (Cars), regia di John Lasseter
  - Happy Feet, regia di George Miller
  - La gang del bosco (Over the Hedge), regia di Tim Johnson e Karey Kirkpatrick
  - Monster House, regia di Gil Kenan
  - Giù per il tubo (Flushed Away), regia di David Bowers e Sam Fell
- 2008
  - Ratatouille, regia di Brad Bird
  - I Simpson - Il film (The Simpsons Movie), regia di David Silverman
  - I Robinson - Una famiglia spaziale (Meet the Robinsons), regia di Stephen J. Anderson
  - Shrek terzo (Shrek the Third), regia di Raman Hui e Chris Miller
  - Surf's Up - I re delle onde (Surf's Up), regia di Ash Brannon e Chris Buck
  - La leggenda di Beowulf, regia di Robert Zemeckis
- 2009
  - WALL•E, regia di Andrew Stanton
  - Kung Fu Panda, regia di Mark Osborne e John Stevenson
  - Bolt - Un eroe a quattro zampe (Bolt), regia di Chris Williams, Byron Howard
  - Madagascar 2 (Madagascar: Escape 2 Africa), regia di Eric Darnell, Tom McGrath
  - Ortone e il mondo dei Chi (Horton Hears a Who!), regia di Jimmy Hayward e Steve Martino
  - Star Wars: The Clone Wars, regia di Dave Filoni

### Anni 2010
- 2010
  - Mostri contro alieni (Monsters vs. Aliens), regia di Rob Letterman e Conrad Vernon
  - A Christmas Carol (Disney's A Christmas Carol), regia di Robert Zemeckis
  - Fantastic Mr. Fox, regia di Wes Anderson
  - L'era glaciale 3 - L'alba dei dinosauri (Ice Age: Dawn of the Dinosaurs), regia di Carlos Saldanha e Mike Thurmeier
  - La principessa e il ranocchio (The Princess and the Frog), regia di Ron Clements e John Musker
  - Up, regia di Pete Docter
- 2011
  - Toy Story 3 - La grande fuga (Toy Story 3), regia di Lee Unkrich
  - Cattivissimo me (Despicable Me), regia di Pierre Coffin e Chris Renaud
  - Dragon Trainer (How to Train Your Dragon), regia di Chris Sanders e Dean DeBlois
  - Il regno di Ga'Hoole - La leggenda dei guardiani (Legend of the Guardians: The Owls of Ga'Hoole), regia di Zack Snyder
  - Shrek e vissero felici e contenti (Shrek Forever After), regia di Tim Sullivan
  - Rapunzel - L'intreccio della torre (Tangled), regia di Nathan Greno e Byron Howard
- 2012
  - Il gatto con gli stivali (Puss in Boots), regia di Chris Miller
  - Le avventure di Tintin - Il segreto dell'Unicorno (The Adventures of Tintin: The Secret of the Unicorn), regia di Steven Spielberg
  - Cars 2, regia di John Lasseter
  - Kung Fu Panda 2, regia di Jennifer Yuh
  - Rango, regia di Gore Verbinski
  - Rio, regia di Carlos Saldanha
- 2013
  - Frankenweenie, regia di Tim Burton
  - Ribelle - The Brave (Brave), regia di Mark Andrews e Brenda Chapman
  - ParaNorman, regia di Sam Fell e Chris Butler
  - Ralph Spaccatutto (Wreck-It Ralph), regia di Rich Moore
- 2014
  - Frozen - Il regno di ghiaccio (Frozen), regia di Chris Buck e Jennifer Lee,
  - Cattivissimo me 2 (Despicable Me 2), regia di Pierre Coffin e Chris Renaud
  - La collina dei papaveri (コクリコ坂から), regia di Gorō Miyazaki
  - Monsters University, regia di Dan Scanlon
- 2015[1][2]
  - The LEGO Movie, regia di Phil Lord e Christopher Miller
  - Big Hero 6, regia di Don Hall e Chris Williams
  - Boxtrolls - Le scatole magiche (The Boxtrolls), regia di Graham Annable ed Anthony Stacchi
  - Dragon Trainer 2 (How to Train Your Dragon 2), regia di Dean DeBlois
  - Si alza il vento (Kaze tachinu), regia di Hayao Miyazaki
- 2016[3][4]
  - Inside Out, regia di Pete Docter
  - Anomalisa, regia di Charlie Kaufman e Duke Johnson
  - Il viaggio di Arlo (The Good Dinosaur), regia di Peter Sohn
  - Kung Fu Panda 3, regia di Jennifer Yuh e Alessandro Carloni
  - Minions, regia di Pierre Coffin e Kyle Balda
  - Quando c'era Marnie (思い出のマーニー), regia di Hiromasa Yonebayashi
- 2017[5]
  - Alla ricerca di Dory (Finding Dory), regia di Andrew Stanton
  - Kingsglaive: Final Fantasy XV, regia di Takeshi Nozue
  - Oceania (Moana), regia di Ron Clements e John Musker
  - Sing, regia di Garth Jennings
  - Trolls, regia di Mike Mitchell e Walt Dohrn
  - Zootropolis (Zootopia), regia di Byron Howard e Rich Moore
- 2018[6]
  - Coco, regia di Lee Unkrich e Adrian Molina
  - Cars 3, regia di Brian Fee
  - Cattivissimo me 3 (Despicable Me 3), regia di Pierre Coffin, Kyle Balda ed Eric Guillon
  - Baby Boss (The Boss Baby), regia di Tom McGrath
  - Your Name. (君の名は。), regia di Makoto Shinkai
- 2019[7]
  - Spider-Man - Un nuovo universo (Spider-Man: Into the Spider-Verse), regia di Bob Persichetti, Peter Ramsey e Rodney Rotham
  - Il Grinch (The Grinch), regia di Yarrow Cheney e Scott Mosier
  - Dragon Trainer - Il mondo nascosto (How to Train Your Dragon: The Hidden World), regia di Dean DeBlois
  - Gli Incredibili 2 (Incredibles 2), regia di Brad Bird
  - Ralph spacca Internet (Ralph Breaks the Internet), regia di Phil Johnston e Rich Moore
  - Toy Story 4, regia di Josh Cooley

### Anni 2020
- 2021[8][9]
  - Onward - Oltre la magia (Onward), regia di Dan Scanlon
  - Il piccolo yeti (Abominable), regia di Jill Culton
  - La famiglia Addams (The Addams Family), regia di Greg Tiernan e Conrad Vernon
  - Frozen II - Il segreto di Arendelle (Frozen II), regia di Chris Buck e Jennifer Lee
  - Spie sotto copertura (Spies in Disguise), regia di Nick Bruno e Troy Quane
  - Trolls World Tour, regia di Walt Dohrn e David P. Smith
- 2022
  - Marcel the Shell (Marcel the Shell with Shoes On), regia di Dean Fleischer Camp
  - La famiglia Addams 2 (The Addams Family 2), regia di Greg Tiernan, Laura Brosseau e Kevin Pavlovic
  - Encanto, regia di Byron Howard e Jared Bush
  - Lightyear - La vera storia di Buzz (Lightyear), regia di Angus MacLane
  - Luca, regia di Enrico Casarosa
  - Minions 2 - Come Gru diventa cattivissimo (Minions: The Rise of Gru), regia di Kyle Balda
- 2024
  - Spider-Man: Across the Spider-Verse, regia di Joaquim Dos Santos, Kemp Powers e Justin K. Thompson
  - Elemental, regia di Peter Sohn
  - Il gatto con gli stivali 2 - L'ultimo desiderio (Puss in Boots: The Last Wish), regia di Joel Crawford
  - Super Mario Bros. - Il film (The Super Mario Bros. Movie), regia di Aaron Horvath e Michael Jelenic
  - Suzume, regia di Makoto Shinkai
  - Tartarughe Ninja - Caos mutante (Teenage Mutant Ninja Turtles: Mutant Mayhem), regia di Jeff Rowe